# 古田教案

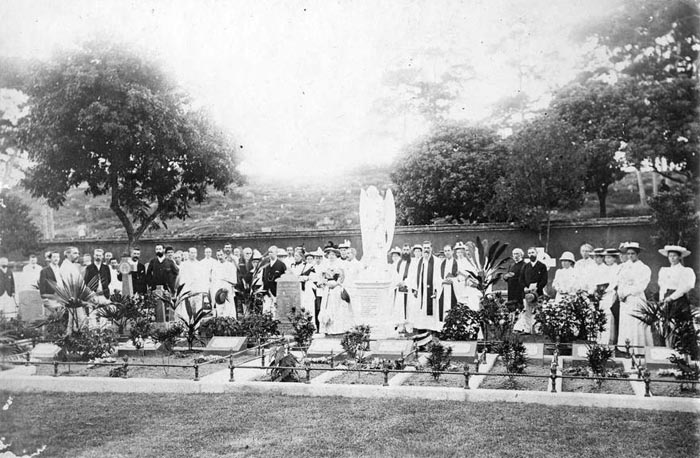
古田教案遇害者的公墓，位于福州仓山

古田教案（英文：Kucheng Massacre）是光绪二十一年六月十一日（1895年8月1日）发生于福建省福州府古田县的一场教案。当天，古田斋教教徒袭击了其时正于古田华山上避暑的英国传教士史荦伯及其妻儿和随行的其他女性教士，死难11人，焚毁房屋两栋。古田教案是義和團之亂前（1899 - 1901年）中国人攻击西方人的最严重的冲突事件，在中国教会历史上能与之相比的只有发生于1870年的天津教案。

## 事件

### 背景
1892年，江西赣州人刘祥兴以钉秤补碗为生来古田创立斋教会。三年时间，发展会众逾三千人。这些加入斋教的人怀着不尽相同的目的，但基本都是处于社会底层的贫民。在斋教组织领导下，他们抗租抗税，与官兵对抗，甚至扬言要攻打古田县城杀戮官员，使古田地方当局十分头疼。1894年甲午战争的失败，也催化了底层百姓的逆反情绪。至1895年，斋教徒与清政府的矛盾已激化成剑拔弩张之势。
而值得注意的是，同时期的斋教与外国基督教会之间的矛盾远不如满清当局与底层百姓之间的仇恨激烈。据《古田县志》记载，当时“厥后风气渐开，信教自由，猜嫌既泯，情感遂深。历今年久，民教相安，鲜有交涉事件。”并且，在古田教案爆发之际，英国传教士史荦伯会携带家属及其他几位女传教士（之中也包括美国人）悠闲自在地来到古田华山（也叫花山）上毫无防备的僻静山庄避暑。这一事实也从侧面表明斋教徒和外国教会之间不存在你死我活的对立。

### 经过

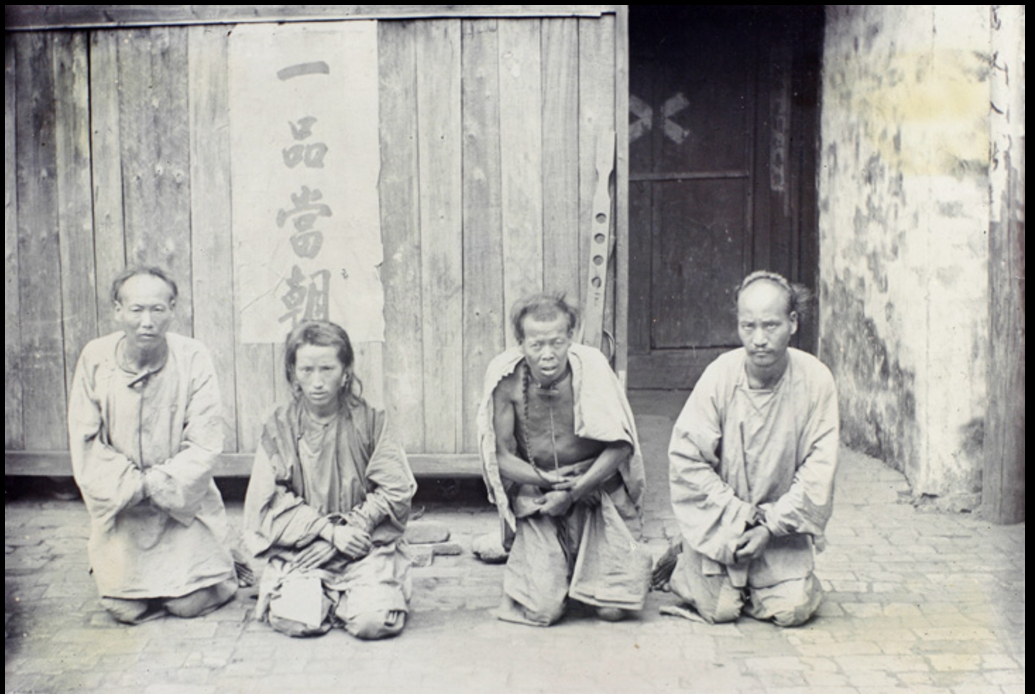
古田教案的四个头目

斋教会的暴乱爆发于1895年8月1日。根据参事者的供述，举事前制定的方案有三：其一，攻打古田县城；其二，攻打安樟村富户；其三，攻打华山外国教士。方案二因为来自该村的教徒强烈反对而搁浅。为什么斋会最终会选择方案三把矛头直指华山，至今依然众说纷纭。广为流传的说法是之前史荦伯将斋教起事的情况密报福州英领事，英领事要求福建当局采取相应的防范措施，又风传史荦伯私自恳请福州府派兵镇压斋教徒，故而加深了斋教徒对外国传教士的仇恨。然而，这种说法至今尚无史据证明。1957年至1960年间，福建师范大学历史系教授陈增辉曾在古田进行调查，访问了许多亲历古田教案的在世者，得到的史实是，当时拥有较高威信的斋会成员对攻打古田县城抑或洗劫华山此两种方案莫衷一是，争论十分激烈，最后只好采取祈祷、念咒和抓阄等方法来做出决定。尽管如此，斋会最终会选择方案三，也是客观条件所决定的：一是因为当时斋会军资匮乏，其实还不具备和满清地方政府抗衡的条件，因此暴乱的领导者也曾明确要求“抢得赃物挑回山髻充作公用”；二是斋教组织幻想着杀洋人受到的惩罚会比直接对抗政府轻微得多（从斋教首领被捉拿在案后的申辩藉口可以看出他们这种心态）。总之，出于各种考虑的权衡，斋教会的头目最终选择了攻打华山。他们通过夸大斋教与外国教会之间的纠葛，充分利用当时中国人心理上普遍存在的仇外情结，达到了统一行动的目的。
但从攻打华山的情况来看，原先出发时浩浩荡荡二三百人，真正行进到华山时，仅剩百余人，发起进攻时，实际袭击的才十来人，在外接应或附合助势的也才三十多人，其余多畏惧入山林等候。斋会暴徒抵达目的地的时候正是清晨，史荦伯一家及其他女教士仍在睡梦中，只有几个孩子在门外玩耍。暴乱中有十一人丧生，除史荦伯本人外，其他受害者皆为毫无自卫能力的女性或儿童。由于暴徒事后将房屋和尸体焚毁，屠戮的细节并不明朗，当时许多家西方媒体对此的报道都描述不一：有的说，暴徒在大开杀戒之前并没有折磨受害者；有的说，暴徒手段相当凶残，除了折磨他们外，最后还将他们割喉或是活活烧死。十一名遇难者名单如下表：
| 姓名                                 | 籍贯         | 备注                               |
| Robert Warren Stewart（史荦伯）      | 爱尔兰都柏林 | 英国圣公会差会 (CMS)               |
| Louisa Kathleen Stewart              | 爱尔兰都柏林 | 英国圣公会差会 (CMS)，史荦伯的妻子 |
| Herbert Stewart                      | 英格兰       | 五岁                               |
| Hilda Sylvia Stewart                 | 英格兰       | 婴儿                               |
| Helena Yellop                        | 爱尔兰       | 史荦伯的孩子的保姆                 |
| Marry Ann Christina Gordon（柯师姑） | 澳大利亚     | 英国圣公会差会 (女部)              |
| Elsie Marshall（沙师姑）             | 英格兰       | 英国圣公会差会 (女部)              |
| Hessie Newcombe（严师姑）            | 爱尔兰       | 英国圣公会差会 (女部)              |
| Elizabeth Maud Saunders（荀师姑）    | 澳大利亚     | 英国圣公会差会 (CMS)               |
| Harriette Elinor Sounders（荀师姑）  | 澳大利亚     | 英国圣公会差会 (CMS)               |
| Flora Lucy Stewart                   | 英格兰       | 英国圣公会差会 (女部)              |

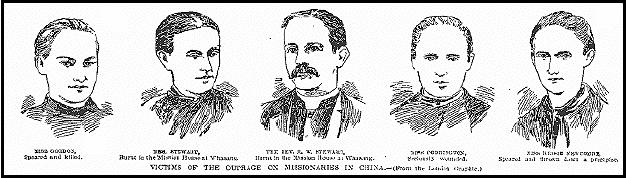
古田教案的五名主要遇难者，左二与左三为史荦伯夫妇

古田教案仅幸存五人，其中有两个是史荦伯的孩子：一个摔断了一边膝盖，另一个被戳瞎了一只眼睛。

### 后续

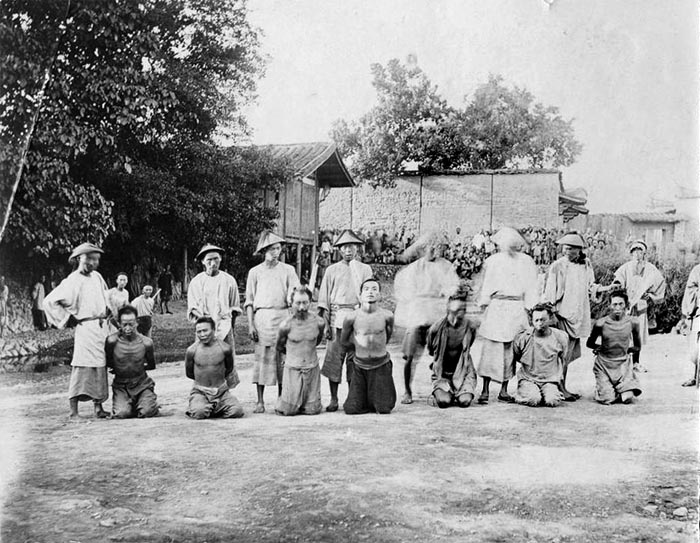
行刑现场

古田知县王汝霖听闻案发，立刻将详情报省。闽浙总督边宝泉等人即令全省各地保护洋人和教堂。但是直到事发之后的第三天——即8月4日——才有正式的电报从上海发出。由于清政府事先试图封锁消息并且没有及时地立案捉拿惩治凶手，因而英美指责其为斋教会的同谋帮凶，并提出强硬抗议，在军事上施加压力。英美驻榕领事联手组织调查团前往古田并参加会审。11月7日，古田斋教会的头目全部被斩首，其他几十名从犯被判处无期徒刑及终身充军，古田知县王汝霖等地方官员被革职。值得注意的是，斋教内部有位名叫张涛的重要人物，在古田教案发生之前曾极力反对进攻华山，并且还把斋教徒准备袭击华山的计划告知中国的传教士。外国领事馆遂曾因此提议免除其对教案应负的责任，但张涛的下场依然是身首异处。从这个侧面也恰恰说明，连清政府都清楚地意识到，古田教案的诱因并非斋教与外国基督教会之间的信仰或利益冲突，而以下层贫民为主体的斋教组织和满清统治者之间的矛盾才是真正不可调和的。
古田教案的十一名遇难者的遗体都被葬于福州仓山的洋墓亭。